# 三毛猫ホームズの安息日
『三毛猫ホームズの安息日』（みけねこホームズのあんそくび）は、日本の小説家赤川次郎によって1994年に発表された三毛猫ホームズシリーズの長編推理小説である。

## あらすじ
百万円の宝くじが当選した。運良く分け前にあずかった片山は、そのお金で上司の栗原を呼び、夕食会を企画する。だが、その当日、片山は殺人犯と東京名所巡りのバスに乗ることになり、晴美は強盗に巻き込まれ、ホームズは借金を苦に一家心中を企てる家族に同行、石津はバスタブのショールームで死体を発見した。彼らに休息の日は来るのか？

## 主な登場人物
- 片山義太郎 - 警視庁捜査一課のダメ刑事
- 片山晴美 - 義太郎の妹
- 石津刑事 - 晴美に恋をする猫嫌いの刑事
- ホームズ - 三毛猫

## 書誌情報
- 『三毛猫ホームズの安息日』（光文社カッパノベルス、1994年05月） ISBN 4-334-07090-6
- 『三毛猫ホームズの安息日』（光文社光文社文庫、1997年11月） ISBN 4-334-72494-9
- 『三毛猫ホームズの安息日』（角川書店角川文庫、2003年05月） ISBN 4-04-187968-X